# 1996 AS
1996 AS är en asteroid i huvudbältet som upptäcktes 10 januari 1996 av den japanska astronomen Takao Kobayashi vid Ōizumi-observatoriet.